# بيجينج بنز أوتو
بيّجيّنج بنز أوتو هي شركة صينية مصنعة للسيارات. تأسست في 1984. يقع مقرها في بكين.

## وصلات خارجية
- الموقع الإلكتروني